# 最上川
最上川（日语：／ Mogamigawa */?）是日本一條流經山形縣的一級河川，其水系干流長229km，是日本所有只流經一個都道府縣的河川中最長者。流域面積7,040km²，是日本三大急流之一。
日本俳聖松尾芭蕉曾經造訪過最上川，並且留下著名的俳句作品（最上川很早就開始迎接五月的春雨），收錄於其作品集《奧之細道》中。

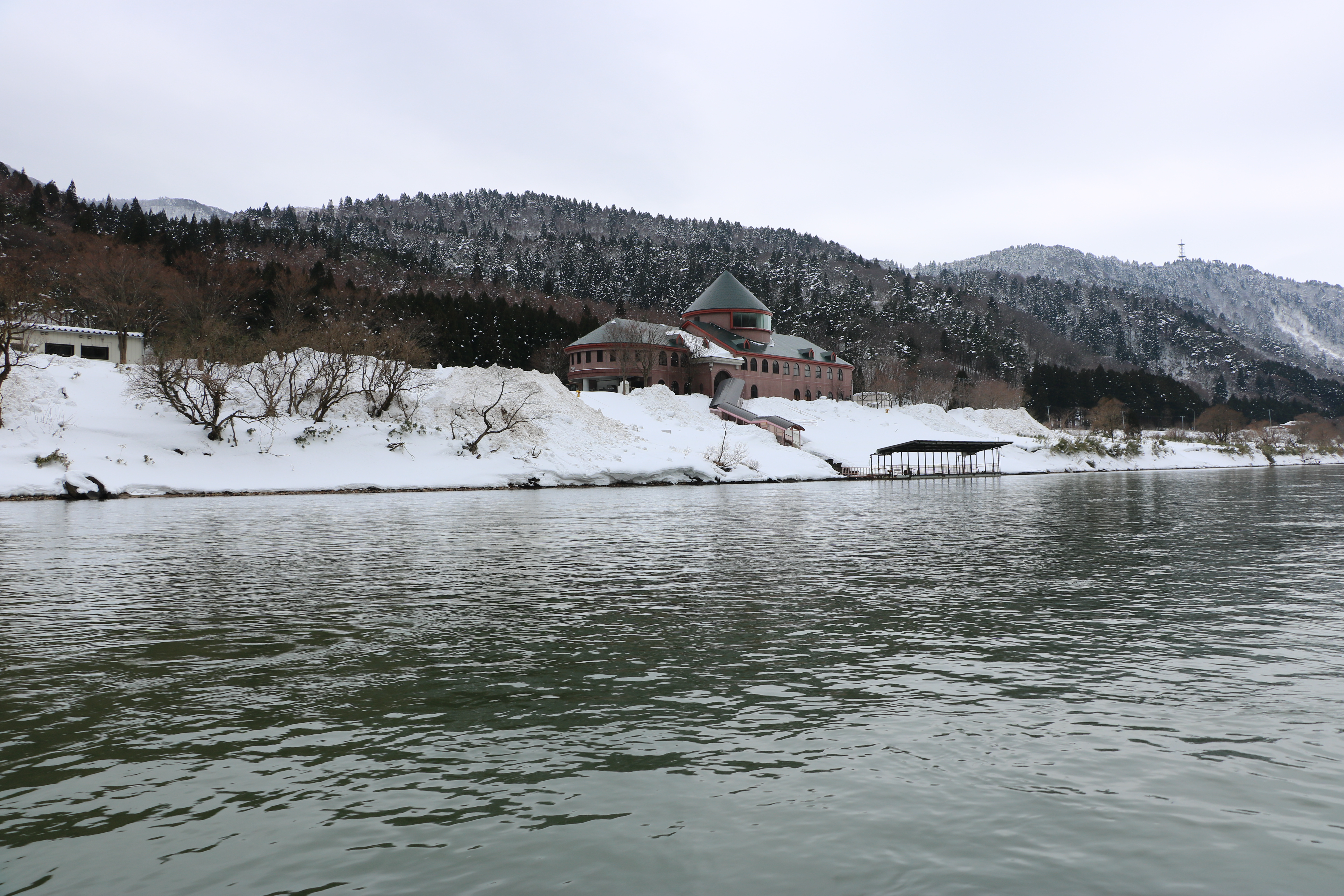
戶澤村的草薙港

## 其他
- 在過去日本帝國海軍曾擁有過兩艘依照最上川命名的軍艦，其一為最上號通報艦（日语：最上 (通報艦)），與最上級重巡洋艦的一號艦、最上號。除此之外，日本海上自衛隊也承繼此艦名，將旗下一艘護衛艦命名為「最上」（JDS Mogami, DE-212），是五十鈴級護衛艦的二號艦。
- 日本國鐵曾擁有過一命名為「最上」（もがみ）的柴油急行列車，行駛於仙台站與酒田站之間，在1986年11月1日的時刻表修訂停駛廢止。JR東日本從1990年9月1日起開行酒田站至之間的快速列車「最上川」。